# Новий Мултан (Увинський район)
Новий Мулта́н (рос. Новый Мултан) — село у складі Увинського району Удмуртії, Росія.

## Населення
Населення — 708 осіб (2010; 795 в 2002).
Національний склад станом на 2002 рік:
- удмурти — 64 %
- росіяни — 34 %

## Історія
Вперше село згадується у Ландратському переписі 1710–1716 років, тоді воно було у складі сотні Тотая Іванова. 1765 року у селі була збудована дерев'яна Покровська церква. У 1822–1829 роках був збудований новий кам'яний храм. До революції село було центром Новомултанської волості Малмизького повіту Вятської губернії. За даними 10-ї ревізії 1859 року у селі Покровському було 44 двори і проживало 228 осіб. З 1921 року село стало центром Новомултанської сільради Новомултанської волості. 1929 року село стає центром Новомултанського району, однак 1 листопада 1932 року він ліквідовується, а село відходить у Селтинський район. 23 січня 1935 року село переходить до новоствореного Увинського району. 1939 року у селі була закрита церква. 1968 року центр сільради переноситься до села Поршур-Тукля і вона стає Поршур-Туклинською. 1991 року сільрада була знову відновлена шляхом виділення із Поршур-Туклинської.

## Урбаноніми[8]
- вулиці — Гагаріна, Зарічна, Кучка́, Лісова, Лучна, Миру, Молодіжна, Нагірна, Нова, Польова, Радянська, Революційна, Ставкова, Шкільна